# Царьов В'ячеслав Валентинович
В'ячеслав Валентинович Царьов (Вячеслав Валентинович Царёв) (23 лютого 1950, Москва — 28 червня 2006, Москва) — радянський кіноактор, найбільш відомий роллю хлопчика з сачком у фільмі «Ласкаво просимо, або Стороннім вхід заборонено».

## Біографія
Народився 1950 року, жив із батьками у селі Трійці-Голеніщево недалеко від кіностудії «Мосфільм». У 13 років знявся у фільмі «Ласкаво просимо, або Стороннім вхід заборонено» режисера Елема Клімова, потім у фільмі Андрія Тарковського «Андрій Рубльов».
Після закінчення школи відслужив три роки на флоті, одружився, через п'ять років розлучився. Працював вантажником у винному магазині, прибиральником у підмосковній психіатричній клініці, продавцем морозива, сторожем, двірником. В останні роки жив у Південному Бутовому.
Помер 28 червня 2006 року в лікарні, не приходячи до тями після другого інсульту. Похований на Перепечинському цвинтарі (уч. 6 №4661).
1 грудня 2012 року коштом Товариства некрополістів на могилі Царьова було встановлено пам'ятник — чорна кам'яна стела з фотографією з фільму «Ласкаво просимо, або Стороннім вхід заборонено» та знаменитою реплікою його героя «А чийсь ви тут робите, га?»

## Фільмографія
- 1963 — Короткі історії (епізод «У суді») — школяр
- 1964 — Ласкаво просимо, або Стороннім вхід заборонено — хлопчик із сачком
- 1966 — Андрій Рубльов — Андрійка, помічник ливарників
- 1967 — Ташкент — місто хлібне — шахрай
- 1969 — О тринадцятій годині ночі — Анчутка